# Chris Hülsbeck

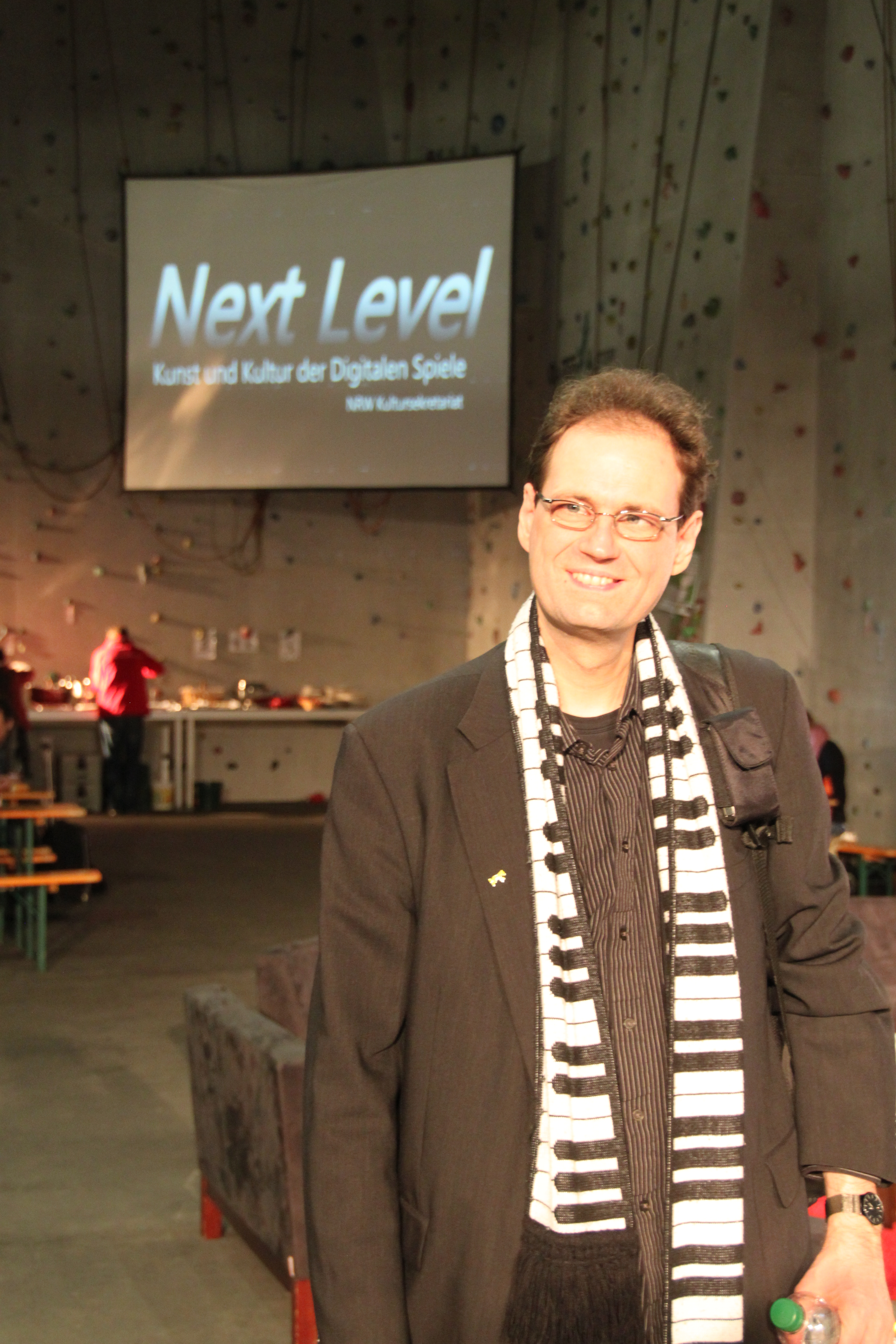
Chris Hülsbeck auf der Next Level Conference in Köln (2011)

Christopher „Chris“ Hülsbeck (* 2. März 1968 in Kassel) ist ein Komponist von Games-Soundtracks u. a. für die Turrican-Serie.

## Leben
Mit 12 Jahren bekam Hülsbeck sein erstes Instrument (eine Heim-Orgel), ein Jahr später ein Schlagzeug und mit 15 Jahren seinen ersten MIDI-Synthesizer. Etwa zur gleichen Zeit begann sein Interesse für den Heimcomputer. Erster Erfolg war 1986 der Song „Shades“ auf dem Commodore 64, der den ersten Platz eines Wettbewerbes der Computerzeitschrift 64’er belegte. Sein Soundmonitor war einige Monate später das „Listing des Monats“, ebenfalls im 64’er Magazin. Schon 1984 hatte Hülsbeck einen guten Ruf in der Szene. So lud ihn die Redaktion des Zündfunks in München zu einer der ersten Computersendungen live ins Studio ein, wo er aus dem dreistimmigen C64-Heimcomputer eine vierte Stimme herausholte.
Nach diesen ersten Erfolgen wurde Hülsbeck fester Mitarbeiter bei Rainbow Arts, für die er unter anderem Songs für die Spiele Jinks, Bad Cat, To be on Top (ein komplett von Chris Hülsbeck erdachtes und umgesetztes Computerspiel), Katakis und The Great Giana Sisters schrieb. 1988/89 veröffentlichte er zusammen mit Peter Thierolf das Musikprogramm TFMX für den Commodore Amiga.
Ab 1989 war Hülsbeck hauptsächlich für den Amiga tätig (u. a. die Soundtracks zu Grand Monster Slam und X-Out sowie die Umsetzung von Ramiro Vacas Originalmusik zu „Rock ’n’ Roll“). 1990 erhielt seine Karriere einen Aufschwung mit der Musik zu dem Spiel Turrican; vor allen Dingen seine Musik zu Turrican 2 erreichte schnell Kultstatus in der Spiele-Szene. So schaffte er es beispielsweise als einer der ersten, auf dem normalerweise 3-stimmigen Commodore 64 fünf Stimmen zu erzeugen bzw. aus dem normalerweise 4-stimmigen Amiga sieben Stimmen herauszuholen. Er war ebenfalls für die 1991 erschienene Amiga-Umsetzung des Klassikers The Secret of Monkey Island verantwortlich.
Ende 1990 gründete Chris Hülsbeck zusammen mit Frank Matzke und Peter Thierolf die Firma A.U.D.I.O.S. (Art Under Design, Imaginations Of Sound) und deren Sub-Label KAIKO. 1991 erschienen Gem’X, Apidya sowie „Software-Manager“, eine Fun-Simulation, unter dem Kaiko-Label. Unter dem A.U.D.I.O.S.-Label erschien im gleichen Jahr Hülsbecks erste Audio-CD „Shades“.
Kaiko wurde 1993 wegen Überschuldung aufgelöst. Gleichzeitig verringerte Hülsbeck die Arbeit auf dem Amiga und produzierte immer mehr für unterschiedlichste Systeme: Von 1993 bis 1998 arbeitete Hülsbeck u. a. an Turrican 3: Payment Day, Jim Power, Tunnel B1, Ballblazer Champions für Firmen wie Software 2000, Factor 5 und LucasArts.
Im Jahr 1997 gründete er sein eigenes Musiklabel namens synSONIQ Records, um einen professionellen Vermarktungsweg nicht nur für die eigenen Werke, sondern für Spielemusik im Allgemeinen zu bieten. Bis heute vertreibt synSONIQ erfolgreich Soundtracks sowohl zu Klassikern als auch zu Neuerscheinungen auf dem Spielemarkt. Bis 1998 produzierte er acht Soundtrack-CDs und zwei normale Audio-CDs.
Ebenfalls 1998 zog er in die USA und arbeitete dort für Factor 5, LucasArts, Nintendo und weitere Firmen.
2003 wurde während des Eröffnungskonzerts zur Games Convention (Game Concerts-Reihe) in Leipzig Musik aus Hülsbecks Apidya vom Tschechischen National-Symphonieorchester live gespielt. In den Folgejahren kamen 2004 Musik aus dem Turrican-Projekt und Giana Sisters mit dem FILMharmonic Orchestra aus Prag unter der Leitung von Andy Brick zur Aufführung.
Seine Musik aus Apidya kam auch auf dem Konzert PLAY! A Video Game Symphony in Stockholm im Juni 2006 zur Aufführung. Dargeboten wurde die Musik vom Royal Stockholm Philharmonic Orchestra unter der Leitung von Grammy-Preisträger Arnie Roth. Chris Hülsbeck war unter den Gästen. Auf dem vierten Eröffnungskonzert der Games Convention wurde eine Suite aus Turrican 3 als Klaviersolo dargeboten. Auf dem Konzert 2007 wurde eine Orchesterfassung von Musik aus Turrican 2 aufgeführt, außerdem stellte Chris Hülsbeck sein neues Album „Number Nine“ vor.
Am 23. August 2008 fand in Köln das Konzert „Symphonic Shades – Hülsbeck in Concert“ unter der Leitung von Arnie Roth statt. Dabei führten im Funkhaus Wallrafplatz mehr als 120 Musiker des WDR Rundfunkorchester Köln und des FILMharmonischen Chors Prag vor ausverkauftem Saal Werke von Chris Hülsbeck auf. Diese Veranstaltung wurde als erstes Spielemusikkonzert der Welt live im Radio auf WDR4 und im Internet übertragen. Unter der persönlichen Anleitung von Chris Hülsbeck wurden die Arrangements von Jonne Valtonen, Yūzō Koshiro und Takenobu Mitsuyoshi für Orchester und Chor umgesetzt. Uraufführung feierte außerdem der von Hülsbeck komponierte Titel „Karawane der Elefanten“.
In den vergangenen Jahren arbeitete Chris Hülsbeck an einer „Turrican Anthology“, einer kompletten Neueinspielung (teilweise mit orchestraler Unterstützung) des Turrican-Soundtracks auf letztendlich vier CDs. Zur Realisierung dieses Projektes veranschlagte Hülsbeck eine Summe von 75.000 US-Dollar, die mit Hilfe der Crowdfunding-Plattform Kickstarter in weniger als zwei Wochen von Fans und Unterstützern aufgebracht wurde. Die Spendenaktion endete am 3. Juni 2012 mit einem Gesamterlös von über 200.000 US-Dollar und stand damit zu diesem Zeitpunkt an dritter Stelle der erfolgreichsten Musikprojekte. Die limitierte Anthology sollte Ende 2012 exklusiv für die 2.600 finanziellen Unterstützer des Projekts erscheinen und auf 2.000 CD-Boxen und 150 Vinyl-Fassungen begrenzt sein. Im Januar 2013 arbeitete Hülsbeck jedoch noch an der dritten CD. Im April 2013 arbeitete er mit Gastmusikern, wie Vince DiCola und Yūzō Koshiro, an der vierten CD. Am 27. November wurde die Download-Version für die Kickstarter-Unterstützer über 50-US$ freigeschaltet. Erfolg erzielte ebenso Hülsbecks Crowdfunding-Kampagnen für Orchestereinspielungen mit Musik der Turrican-Reihe. Für das Album „Turrican II - The Orchestral Album“ beteiligten sich auf Kickstarter Fans und Unterstützer mit rund 85.000 US-Dollar, für „Turrican - The Orchestral Album“ mit über 90.000 US-Dollar. Die Aufnahmen der Musik fanden in Schweden mit dem Norrköping Symphony Orchestra statt.

## Privatleben
Hülsbeck ist seit 2008 mit Tracy Sheppard verheiratet. Er lebt und arbeitet in einem Wohnmobil, mit dem er durch die USA reist.

## Diskografie (Auswahl)
Eigene Produktionen:
- 1987: The Great Giana Sisters
- 1988: Katakis
- 1991: Shades
- 1992: Apidya Soundtrack
- 1992: To be on Top
- 1993: Turrican Soundtrack
- 1994: Rainbows
- 1995: Sound Factory (inkl. Datentrack)
- 1997: Tunnel B1 Soundtrack
- 1997: Extreme Assault Soundtrack
- 1998: Star Wars: Rogue Squadron Soundtrack
- 2001: Star Wars: Rogue Squadron II – Rogue Leader Soundtrack
- 2003: Star Wars: Rogue Squadron III – Rebel Strike Soundtrack
- 2007: Number Nine
- 2008: Symphonic Shades
- 2013: Turrican Soundtrack Anthology (vier CDs)
- 2014: Gem’X Extended Soundtrack
- 2015: The Piano Collection
- 2017: Turrican II – The Orchestral Album
- 2017: Turrican – Orchestral Selections
- 2018: Turrican – Rise of the Machine
- 2022: Lucid Dreaming – Best of Patreon Vol 1
- 2023: Dressed To Chill
- 2023: Tiny Thor (zusammen mit Fabian Del Priore)
- 2023: The Piano Collection Volume II – The Players Choice
- 2024: Interstellar Sentinel

Beteiligungen:
- 1994: Native Vision – Easy life (Single)
- 1998: Peanuts feat. Doc. Schneider – Leben betrügt (Single)
- 2000: Merregnon Soundtrack – Volume 1
- 2000: Collage
- 2000: Bridge from the past to the future
- 2001: Chris Huelsbeck in the Mix
- 2002: Immortal 2
- 2004: Merregnon Soundtrack – Volume 2
- 2006: Immortal 3
- 2010: Sound of Games
- 2012: Giana Sisters: Twisted Dreams – Original Soundtrack (mit Fabian Del Priore)
- 2016: Narcissu 10th Anniversary Anthology Project Soundtrack